# Pinyin tybetański
Tybetański pinyin (chiń. 藏文拼音 Zàngwén Pīnyīn, stąd skrót ZWPY) – oficjalna transkrypcja języka tybetańskiego przy użyciu alfabetu łacińskiego, używana na terenie ChRL. Oparta jest na wymowie lhaskiej. W przeciwieństwie do transliteracji Wyliego oddaje nie sposób zapisu w alfabecie tybetańskim, lecz rzeczywistą wymowę. Nie oddaje jednak tonów języka tybetańskiego.

## Spółgłoski nagłosowe
| IPA  | Transliteracja Wyliego                                        | Tybetański pinyin |
| ---- | ------------------------------------------------------------- | ----------------- |
| pá   | p, sp, dp, lp                                                 | b                 |
| pà   | rb, sb, sbr                                                   | b                 |
| mpà  | lb, ’b                                                        | b                 |
| pʰá  | ph, ’ph                                                       | p                 |
| pʰà  | b                                                             | p                 |
| má   | rm, sm, dm, smr                                               | m                 |
| mà   | m, mr                                                         | m                 |
| wà   | w, db                                                         | w                 |
| tá   | t, rt, lt, st, tw, gt, bt, brt, blt, bst, bld                 | d                 |
| ntá  | lth                                                           | d                 |
| tà   | rd, sd, gd, bd, brd, bsd                                      | d                 |
| ntà  | zl, bzl, ld, md, ’d                                           | d                 |
| tʰá  | th, mth, ’th                                                  | t                 |
| tʰà  | d, dw                                                         | t                 |
| ná   | rn, sn, gn, brn, bsn, mn                                      | n                 |
| nà   | n                                                             | n                 |
| lá   | kl, gl, bl, rl, sl, brl, bsl                                  | l                 |
| là   | l, lw                                                         | l                 |
| ɬá   | lh                                                            | lh                |
| tsá  | ts, rts, sts, rtsw, stsw, gts, bts, brts, bsts                | z                 |
| tsà  | rdz, gdz, brdz                                                | z                 |
| ntsà | mdz, ’dz                                                      | z                 |
| tsʰá | tsh, tshw, mtsh, ’tsh                                         | c                 |
| tsʰà | dz                                                            | c                 |
| sá   | s, sr, sw, gs, bs, bsr                                        | s                 |
| sà   | z, zw, gz, bz                                                 | s                 |
| ʈá   | kr, rkr, lkr, skr, tr, pr, lpr, spr, dkr, dpr, bkr, bskr, bsr | zh                |
| ʈà   | rgr, lgr, sgr, dgr, dbr, bsgr, rbr, lbr, sbr                  | zh                |
| ɳʈà  | mgr, ’gr, ’dr, ’br                                            | zh                |
| ʈʰá  | khr, thr, phr, mkhr, ’khr, ’phr                               | ch                |
| ʈʰà  | gr, dr, br, grw                                               | ch                |
| ʂá   | hr                                                            | sh                |
| rà   | r, rw                                                         | r                 |
| cá   | ky, rky, lky, sky, dky, bky, brky, bsky                       | gy                |
| cà   | rgy, lgy, sgy, dgy, bgy, brgy, bsgy                           | gy                |
| ɲcà  | mgy, ’gy                                                      | gy                |
| cʰá  | khy, mkhy, ’khy                                               | ky                |
| cʰà  | gy                                                            | ky                |
| tɕá  | c, cw, gc, bc, lc, py, lpy, spy, dpy                          | j                 |
| tɕà  | rby, lby, sby, rj, gj, brj, dby                               | j                 |
| ɲtɕà | lj, mj, ’j, ’by                                               | j                 |
| tɕʰá | ch, mch, ’ch                                                  | q                 |
| tɕʰà | j                                                             | q                 |
| tɕʰá | phy, ’phy                                                     | q                 |
| tɕʰà | by                                                            | q                 |
| ɕá   | sh, shw, gsh, bsh                                             | x                 |
| ɕà   | zh, zhw, gzh, bzh                                             | x                 |
| ɲá   | rny, sny, gny, brny, bsny, mny, nyw, rmy, smy                 | ny                |
| ɲà   | ny, my                                                        | ny                |
| já   | g.y                                                           | y                 |
| jà   | y                                                             | y                 |
| ká   | k, rk, lk, sk, kw, dk, bk, brk, bsk                           | g                 |
| kà   | rg, lg, sg, dg, bg, brg, bsg                                  | g                 |
| ŋkà  | lg, mg, ’g                                                    | g                 |
| kʰá  | kh, khw, mkh, ’kh                                             | k                 |
| kʰà  | g, gw                                                         | k                 |
| ŋá   | rng, lng, sng, dng, brng, bsng, mng                           | ng                |
| ŋà   | ng                                                            | ng                |
| ʔá   | —, db                                                         | —                 |
| ʔà   | ’                                                             | —                 |
| há   | h, hw                                                         | h                 |

## Samogłoski i spółgłoski wygłosowe
| IPA | Tybetański pinyin | IPA | Tybetański pinyin |
| --- | ----------------- | --- | ----------------- |
| i   | i                 | ĩ   | in                |
| e   | ê                 | ẽ   | en                |
| ɛ   | ai/ä              | ɛ̃   | ain/än            |
| a   | a                 | ã   | an                |
| u   | u                 | ũ   | un                |
| o   | o                 | õ   | on                |
| ɔ   | o                 |     |                   |
| y   | ü                 | ỹ   | ün                |
| ø   | oi/ö              | ø̃   | oin/ön            |

Litera -r występująca na końcu sylaby zwykle nie jest wymawiana, lecz wydłuża poprzedzającą samogłoskę.
Litera -n występująca na końcu sylaby zwykle sprawia, że poprzedzającą samogłoskę wymawia się nosowo.
| IPA | Tybetański pinyin |
| --- | ----------------- |
| p   | b                 |
| ʔ   | g/—               |
| r   | r                 |
| m   | m                 |
| ŋ   | ng                |

## Przykłady
| Pismo tybetańskie | Wylie                 | Tybetański pinyin | Tournadre        | inne transkrypcje                                                   |
| ----------------- | --------------------- | ----------------- | ---------------- | ------------------------------------------------------------------- |
| གཞིས་ཀ་རྩེ           | Gzhis-ka-rtse         | Xigazê            | Zhikatse         | Shigatse, Shikatse                                                  |
| བཀྲ་ཤིས་ལྷུན་པོ་       | Bkra-shis-lhun-po     | Zhaxilhünbo       | Trashilhünpo     | Tashilhunpo, Tashilhümpo, etc.                                      |
| འབྲས་སྤུང་           | ’Bras-spung           | Zhaibung          | Dräpung          | Drebung                                                             |
| ཆོས་ཀྱི་རྒྱལ་མཚན་      | Chos-kyi Rgyal-mtshan | Qoigyi Gyaicain   | Chökyi Gyältshän | Choekyi Gyaltsen, Cieki Dalcen (pl.)                                |
| ཐུབ་བསྟན་རྒྱ་མཚོ་      | Thub-bstan Rgya-mtsho | Tubdain Gyaco     | Thuptän Gyatsho  | Thubten Gyatso, Thubtan Gyatso, Thupten Gyatso, Tupten Dziaco (pl.) |